# 4193 Salanave
4193 Salanave eller 1981 SM1 är en asteroid i huvudbältet som upptäcktes den 26 september 1981 av de båda amerikanska astronomerna Norman G. Thomas och Brian A. Skiff vid Anderson Mesa Station. Den är uppkallad efter Leon E. Salanave.
Asteroiden har en diameter på ungefär 17 kilometer och den tillhör asteroidgruppen Themis.